# بومیان آلاسکا

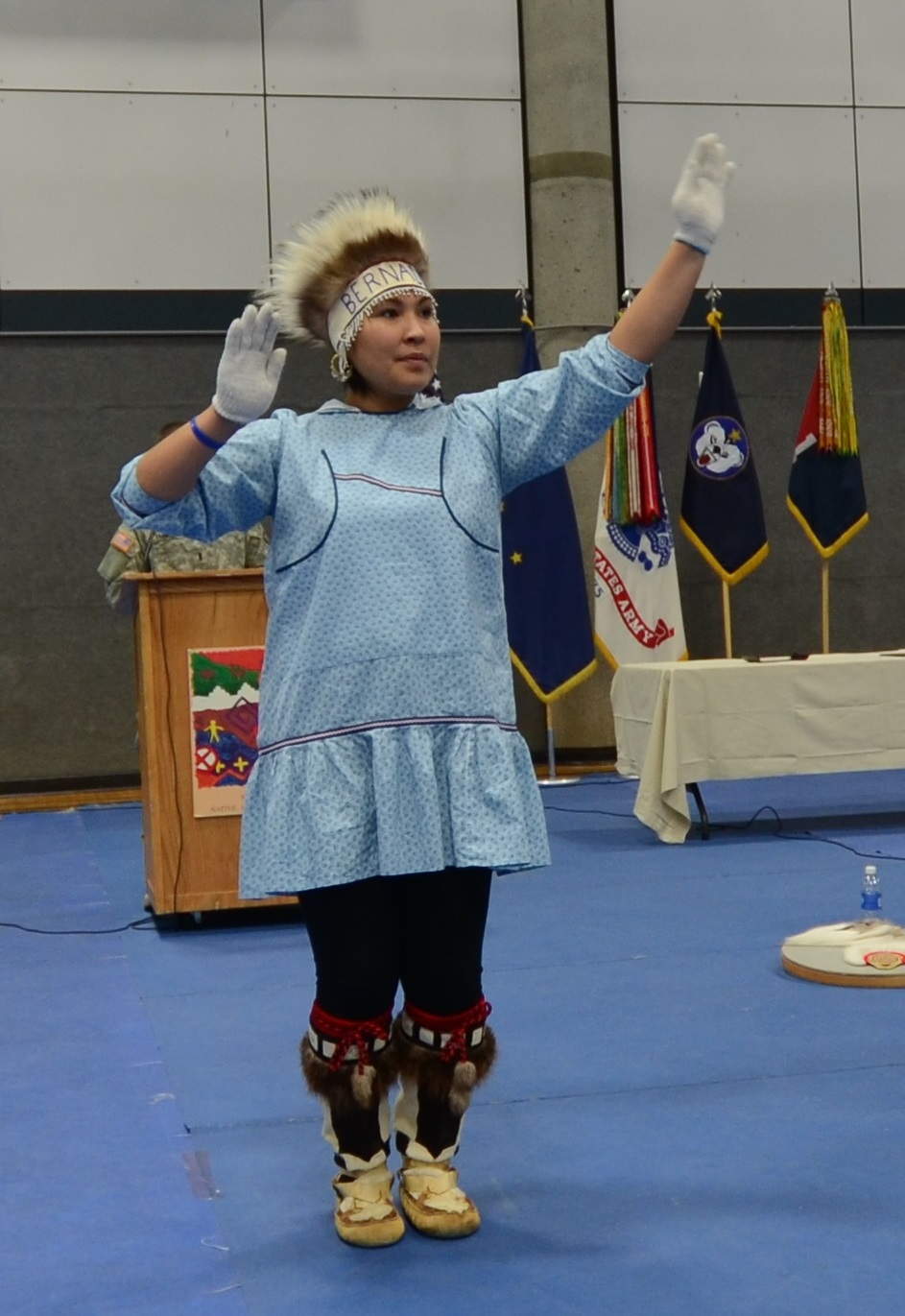
یک بومی آلاسکا در حال رقص با لباس محلی

بومیان آلاسکا مردم بومی آلاسکا، ایالات متحده هستند و شامل: ایلوپیات، یوپیک، آلوت، ایاک، تلینگیت، هایدا، تسیمشیان و تعدادی از فرهنگ‌های شمال آتهاباسکان هستند. آنها اغلب توسط زبان‌هایی که صحبت می‌کنند، تعریف می‌شوند. بسیاری از بومیان آلاسکا در نهادهای قبیله ای بومی آلاسکا که به نوبه خود به ۱۳ شرکت منطقه ای بومی آلاسکا تعلق دارند، به رسمیت شناخته شده‌اند که ادعاهای مالی و زمینی را اداره می‌کنند.
نیاکان بومیان آلاسکا هزاران سال پیش، حداقل در دو موج متفاوت، به این منطقه مهاجرت کردند. برخی از مهاجرانی که در موج سوم مهاجرت کردند، در سراسر قسمت شمالی آمریکای شمالی ساکن شدند. آنها هرگز به مناطق جنوبی مهاجرت نکردند. به همین دلیل، مطالعات ژنتیکی نشان می‌دهد که آنها ارتباط نزدیکی با مردم بومی آمریکای جنوبی ندارند.
اجداد بومیان آلاسکا در سرتاسر قطب شمال فرهنگ‌های مختلف بومی و پیچیده‌ای را بنا نهادند که به مرور زمان جانشین یکدیگر شده‌اند. آنها روشهای پیچیده‌ای برای مقابله با شرایط آب و هوایی و محیط زیست و فرهنگهای ریشه در آن ایجاد کردند.

## جمعیت‌شناسی
کمیسیون بومیان آلاسکا تخمین می‌زند که حدود ۸۶۰۰۰ بومی آلاسکا در سال ۱۹۹۰ در آلاسکا زندگی می‌کنند و ۱۷۰۰۰ نفر دیگر در خارج از آلاسکا زندگی می‌کنند. یک مطالعه در سال ۲۰۱۳ توسط وزارت کار و توسعه نیروی کار در آلاسکا بیش از ۱۲۰٬۰۰۰ نفر بومی آلاسکا را در آلاسکا تثبیت کرد. در حالی که اکثر بومیان آلاسکا در روستاهای کوچک یا مراکز منطقه ای دورافتاده مانند نوم، دیلینگهام و بیتل زندگی می‌کنند، درصد ساکنین آنها در مناطق شهری رو به افزایش است. در سال ۲۰۱۰، ۴۴ درصد در مناطق شهری زندگی می‌کردند، در حالی که در سرشماری سال ۲۰۰۰ این میزان ۳۸ درصد بود. از سال ۲۰۱۸، بومی‌ها ۱۵٫۴٪ از جمعیت کل آلاسکایی‌ها را تشکیل می‌دهند.

## تاریخچه
تاریخ مدرن بومیان آلاسکا با ورود اروپایی‌ها آغاز می‌شود. چیز غیر معمول برای آمریکای شمالی این بود که روس‌ها در قرن هجدهم از سیبری آمدند، اولین کسانی بودند که تماس گرفتند. تاجران انگلیسی و آمریکایی عموماً تا قرن نوزدهم به این منطقه نرسیدند و در بعضی موارد مبلغین تا قرن بیستم فعالیت نداشتند.

### دوره استعمار روسیه
با رسیدن از سیبری توسط کشتی در اواسط قرن هجدهم، روس‌ها تجارت خود را با بومیان آلاسکا آغاز کردند. شهرک سازی‌های جدید در اطراف پست‌های تجاری توسط روس‌ها از جمله مبلغان ارتدکس روسیه آغاز شد.

### تأثیر استعمار
دلایل ژئوپلیتیک دولت تزاریست را بر آن داشت تا به قلمرو بومی در آلاسکا کنونی گسترش یابد، ارتدکس روسیه را گسترش داده و منابع طبیعی این سرزمین را در مسیر خود مصرف کند.

### ANCSA و پس از آن (از ۱۹۷۱ تا حال حاضر)
در سال ۱۹۷۱، با حمایت رهبران بومی آلاسکا مانند امیل نوتی، ویلی هنسلی و بایرون مالوت، کنگره ایالات متحده قانون تسویه ادعاهای بومی آلاسکا (ANCSA) را تصویب کرد که ادعاهای زمینی و مالی زمین‌ها و منابع بومیان آلاسکا را تسویه می‌کرد. به آمریکایی-اروپایی باخته بود.

## معیشت
جمع‌آوری غذای معیشتی همچنان برای بسیاری از بومیان آلاسکا یک فعالیت اقتصادی و فرهنگی مهم است. در یوتگیاگویک، آلاسکا در سال ۲۰۰۵، بیش از ۹۱ درصد از خانواده‌های اینیوپیات که با آنها مصاحبه شد مشخص شد که هنوز در اقتصاد معیشتی محلی مشارکت داشتند، در مقایسه با آن که تقریباً ۳۳ درصد از خانواده‌های غیر اینیوپیات که از منابع وحشی حاصل از شکار، ماهیگیری یا جمع‌آوری استفاده می‌کردند.